# Franz Schreker
Franz Schreker (23. marts 1878 i Monaco – 21. marts 1934 i Berlin; egentlig Schrecker) var en østrigsk komponist og lærer i komposition.
Schreker var uddannet ved
Wiens Konservatorium, blev leder af det
derværende Philharmonische Chor og tillige fra 1912
lærer i komposition ved Akademie für Tonkunst;
1920 blev han valgt til direktør for Berlins
»Hochschule«  — efter Kretzschmar, en kaldelse,
der da vakte opsigt, idet Schreker væsentlig var blevet
kendt ved sine sensationssøgende operaer, hvis
dristige og bizarre – på det seksuelt
psykologiske eller patologiske spillende – emner Schreker selv
var forfatter til.
Teatralsk virkningsfuldt
tilrettelagte og udnyttende en (E.T.A. Hoffmannsk)
fantastik og eventyrlighed vakte disse operaer
– Der ferne Klang (1912), Das Spielwerk und die Prinzessin (1913)
og navnlig Die Gezeichneten (1918) –
imidlertid en vis opsigt
og opførtes på adskillige scener, dog vistnok
ikke uden for Østrig og Tyskland. Musikken
dertil var anlagt på ydre virkning og navnlig
baseret på stærke modsætninger og på
dristige og overraskende klanglige effekter, og Schreker
spiller som en virtuos på sit orkester.
Han er i det hele en fremragende tekniker af modernistisk
type. Senere operaer, der ikke alle synes fulgt
af samme held, er Der Schatzgräber, Der rote Tod
og Irrelohe (1924); ved siden deraf
har den produktive komponist skrevet Psalm 116
for kor og orkester, der først gjorde hans
navn kendt (1901), forskellig orkestermusik
(ouverture Ekkehard, suite, intermezzo, sinfonietta,
Nachtstuck, Vorspiel zu einem Drama,
kammersymfoni, Ein Tanzspiel), Schwanengesang
for kor og orkester og nogle pantomimer.Schrekers musikalske sprog viser sig ved stadige harmoniske fluktuationer med "iriserende" akkorder. Han er senromantiker, men har også ekspressionistiske elementer. Protagonistens psyke i hans operaer bliver detaljeret blotlagt, en indflydelse fra Freuds psykoanalyse. I 1920'erne regnedes han for en af de største operakomponister efter Wagner, og hans operaer havde ofte større tilslutning end Richard Strauss'. Hans værker blev imidlertid under nazismen forfulgt som entartet, og efter Anden Verdenskrig var de nærmest glemt; en slags renæssance er dog indtruffet idet operaen Die Gezeichneten har været opført ved Festspillene i Salzburg 2005.
Schreker døde efter et hjertetilfælde kort efter at være tvunget til "ro" (ty. "in den Ruhestand") – foranlediget af kollegaen Max von Schillings der 1932 var blevet præsident for Akademie der Künste i Berlin.

## Eksterne henvisnnger
- Franz Schreker Foundation Arkiveret 1. januar 2009 hos  Wayback Machine – Biografi, Værk m.m. Arkiveret 18. december 2008 hos  Wayback Machine – Værkliste, Universal Edition Musikverlag Arkiveret 13. oktober 2007 hos  Wayback Machine
- Om Schrekers venskab med Schönberg Arkiveret 21. april 2008 hos  Wayback Machine
- "Renaissance eines Skandalstücks" (Webside ikke længere tilgængelig), 'Et skandalestykkes renæssance', om Die Gezeichneten ved Festspillene i Salzburg 2005